# Muramil dipéptido

El muramil dipéptido (MDP) es un dipéptido, constituyente de la pared celular de bacterias tanto Gram positivas como Gram negativas. En el sistema inmune, sirve como ligando de reconocimiento de algunos receptores como NOD1 o NOD2, donde la señal es interpretada como presencia de patógenos bacterianos y desencadena una cascada de respuesta en el sistema inmune que tiene como objetivo la activación de los mecanismos de defensa extracelular.